# Maxime Daye
Maxime Daye (Namen, 14 juni 1983) is een Belgisch politicus voor de liberale MR.

## Biografie
Daye behaalde in 2004 het diploma van kandidaat in de politieke wetenschappen aan de ULB en werkte van 2006 tot 2007 als ambtenaar bij de Federale Overheidsdienst Financiën. 
Vervolgens was hij van 2007 tot 2014 parlementair medewerker voor verschillende parlementsleden van de MR: van 2007 tot 2010 bij federaal volksvertegenwoordiger Jean-Jacques Flahaux en van 2010 tot 2014 bij de Waalse Parlementsleden Florine Pary-Mille (2010-2014) en Olivier Destrebecq (2014). Daarna was Daye van 2014 tot 2024 raadgever van de MR-voorzitters Olivier Chastel, Charles Michel en Georges-Louis Bouchez. In 2019 was hij directeur van de partijcampagne voor de Europese verkiezingen en vanaf 2020 was hij adviseur op de cel voor ondersteuning van lokale verkozenen.
Als adolescent trad hij toe tot de toenmalige PRL, zoals de MR tot 2002 heette, en werd in 1998 actief in de lokale PRL/MR-werking van 's-Gravenbrakel. Hij werd ook actief in de jongerenwerking van de MR en was van 2004 tot 2008 lid van het nationaal bureau en voorzitter van de provinciale afdeling van Jeunes MR in Henegouwen. Voorts werd hij politiek secretaris en is hij sinds 2021 voorzitter van de MR-federatie van het arrondissement Zinnik.
In oktober 2006 werd Maxime Daye verkozen tot gemeenteraadslid van 's-Gravenbrakel. Hij werd er onmiddellijk schepen, van 2006 tot 2012 voor Sport, Toerisme, Handel, KMO's, Economische Promotie, Kinderdagverblijven, Informatie en Communicatie en van 2012 tot 2015 eerste schepen voor Burgerlijke Stand, Bevolking, Sport, Toerisme, Cultuur, Feestelijkheden, Gemeenteonderwijs, Informatie en Communicatie. Sinds oktober 2015 is hij burgemeester van de stad, waarbij hij Jean-Jacques Flahaux opvolgde. 
Bij de Waalse verkiezingen van juni 2024 was Daye lijsttrekker in het arrondissement Zinnik-La Louvière. Hij nam vervolgens zitting in het Waals Parlement en het Parlement van de Franse Gemeenschap. In 2025 liet hij zich tijdelijk vervangen als burgemeester, nadat hij ervan verdacht werd pornobeelden te hebben verstuurd naar een minderjarige.
Daye is tevens sinds 2015 bestuurslid van de UVCW, de vereniging van Waalse steden en gemeenten, waarvan hij van 2019 tot 2024 voorzitter was. Daarnaast was hij van 2017 tot 2019 voorzitter van de raad van bestuur van de netwerkoperator ASTRID.